# Never Without You
«Never Without You» es una canción del músico británico Ringo Starr, publicada en el álbum de estudio Ringo Rama (2003). La canción, producida por Mark Hudson, es un tributo de Starr a su compañero de The Beatles George Harrison, que falleció el 29 de noviembre de 2001 a causa de un cáncer, y fue publicada como primer sencillo del álbum.

## Historia
«Never Without You» fue compuesta entre Starr, Hudson y Gary Nicholson y grabada entre los Whatinthewhatthe? Studios de Los Ángeles y Rocca Bella, los estudios personales de Starr en Londres. Starr comentó: «Gary Nicholson empezó la canción, y Mark la trajo y nos dimos cuenta de que podíamos adaptarla. George estaba de verdad en mi mente por entonces».
La canción incluyó la colaboración de Eric Clapton, que tocó un solo de guitarra. Según Starr: «Llamé a Eric Clapton y fue genial tenerlo ahí. Eric está en dos temas del disco [Ringo Rama], pero lo quería en esta canción porque George quería a Eric y Eric quería a George».

## Letra
La letra de la canción menciona varias canciones compuestas por George Harrison como "Within You Without You", del álbum de The Beatles Sgt. Pepper's Lonely Hearts Club Band, "Here comes the sun", del álbum de The Beatles Abbey Road, y "All Things Must Pass", del álbum homónimo. Starr también utiliza el riff de la canción de Harrison "What Is Life" hacia la mitad de la canción, poco antes de hacer referencia al tema "All Things Must Pass".